# بورکهایده
بورکهایده (به آلمانی: Borkheide) یک شهر در آلمان است که در Brück واقع شده‌است. بورکهایده ۱٬۸۶۵ نفر جمعیت دارد.